# Drapeau de la république socialiste soviétique de Géorgie

Drapeau de la RSS de Géorgie

Le drapeau de la RSS de Géorgie a été adopté par la république socialiste soviétique de Géorgie le 11 avril 1951. C'est le seul drapeau soviétique qui, à l'époque, ne présentait pas la faucille, le marteau et l'étoile dans sa couleur jaune « traditionnelle » utilisé tant sur le drapeau de l'Union que sur ceux des autres républiques fédérées.
Jusqu'en 1951, le drapeau était rouge et utilisait les caractères géorgiens სსსრ (SSSR) en or dans le coin supérieur gauche.
Entre 1937 et 1940, le drapeau était rouge, avec les caractères géorgiens საქართველოს სსრ (Sakartvelos SSR) en or dans le coin supérieur gauche.
Entre février et mars 1922, le drapeau était rouge, avec les caractères cyrilliques ССРГ (SSRG) dans la partie supérieure gauche.

Drapeau de la RSS de Géorgie en 1921
Drapeau de la RSS de Géorgie en 1937
Drapeau de la RSFS de Transcaucasie de 1922 à 1936